# Telecommunication Technology Committee
Das Telecommunication Technology Committee (TTC) ist in Japan die maßgebende Standardisierungsorganisation für Telekommunikationsnetze. Derzeit besteht das TTC aus 140 Mitgliedern, unter anderen sind auch private Unternehmen aus USA, Europa vertreten. 
Zweck ist es, ähnlich wie ETSI und ANSI technische Standards zu veröffentlichen, die allerdings zunächst nur für Japan Gültigkeit haben. Entsprechend der Verbreitung japanischer Technik auf den Telekommunikationsmärkten haben sie aber faktisch Gültigkeit im ganzen asiatisch-pazifischem Raum.